# Ellipteroides (Progonomyia) synchrous
Ellipteroides (Progonomyia) synchrous is een tweevleugelige uit de familie steltmuggen (Limoniidae). De soort komt voor in het Neotropisch gebied.